# Eupithecia flavoapicaria
Eupithecia flavoapicaria är en fjärilsart som beskrevs av Inoue 1979. Eupithecia flavoapicaria ingår i släktet Eupithecia och familjen mätare. Inga underarter finns listade i Catalogue of Life.